# Santuario de Jesús Nazareno de Atotonilco
El Santuario de Jesús Nazareno de Atotonilco es un templo barroco del siglo XVIII situado a 14 kilómetros de San Miguel en el estado mexicano de Guanajuato. La edificación fue fundada por el padre Luis Felipe Neri de Alfaro en el año de 1740, inspirado en el Santo Sepulcro ubicado en Jerusalén. Este Santuario dedicado a Jesús Nazareno fungió como casa de Ejercicios Espirituales de San Ignacio de Loyola. El Santuario de Atotonilco es conocido por haber sido partícipe en la historia de la Independencia de México, cuando el cura Miguel Hidalgo tomó un estandarte con la imagen de Virgen de Guadalupe como bandera del ejército insurgente.
La importancia del Santuario quedó plasmada el 8 de julio de 2008 cuando fue declarado Patrimonio Cultural de la Humanidad por la UNESCO junto a la ciudad de San Miguel de Allende. La construcción recibe cada semana a más de 5,000 personas, atraídas por su increíble arquitectura y sus hermosos murales.
El santuario de Jesús Nazareno fue además uno de los más de 60 sitios individuales inscritos en 2010 como Patrimonio Cultural de la Humanidad por la UNESCO, parte del Camino Real de Tierra Adentro (n.º ref. 1351-015).

## Descripción
El Santuario, oficialmente llamado el "Santuario de Dios y de la Patria", es más conocido como el Santuario de Jesús Nazareno en Atotonilco, una pequeña comunidad rural de 597 habitantes (en 2005). Hoy, esta comunidad es conocida gracias al título recibido en 2008 por la UNESCO, donde nombra al Santuario y al centro histórico de San Miguel de Allende "Patrimonio Cultural de la Humanidad". Atotonilco está ubicado a 14 km a las afueras de la ciudad de San Miguel de Allende, en un área que es una combinación de pastizales secos y el desierto salpicado de cardos, dulces de acacia y de árboles de mezquite. El área también cuenta con un gran número de aguas termales y manantiales. Cuando el Santuario fue construido, había 27 manantiales alrededor del complejo para regar sus jardines. Hoy aún existen manantiales de aguas termales a las afueras del Santuario.

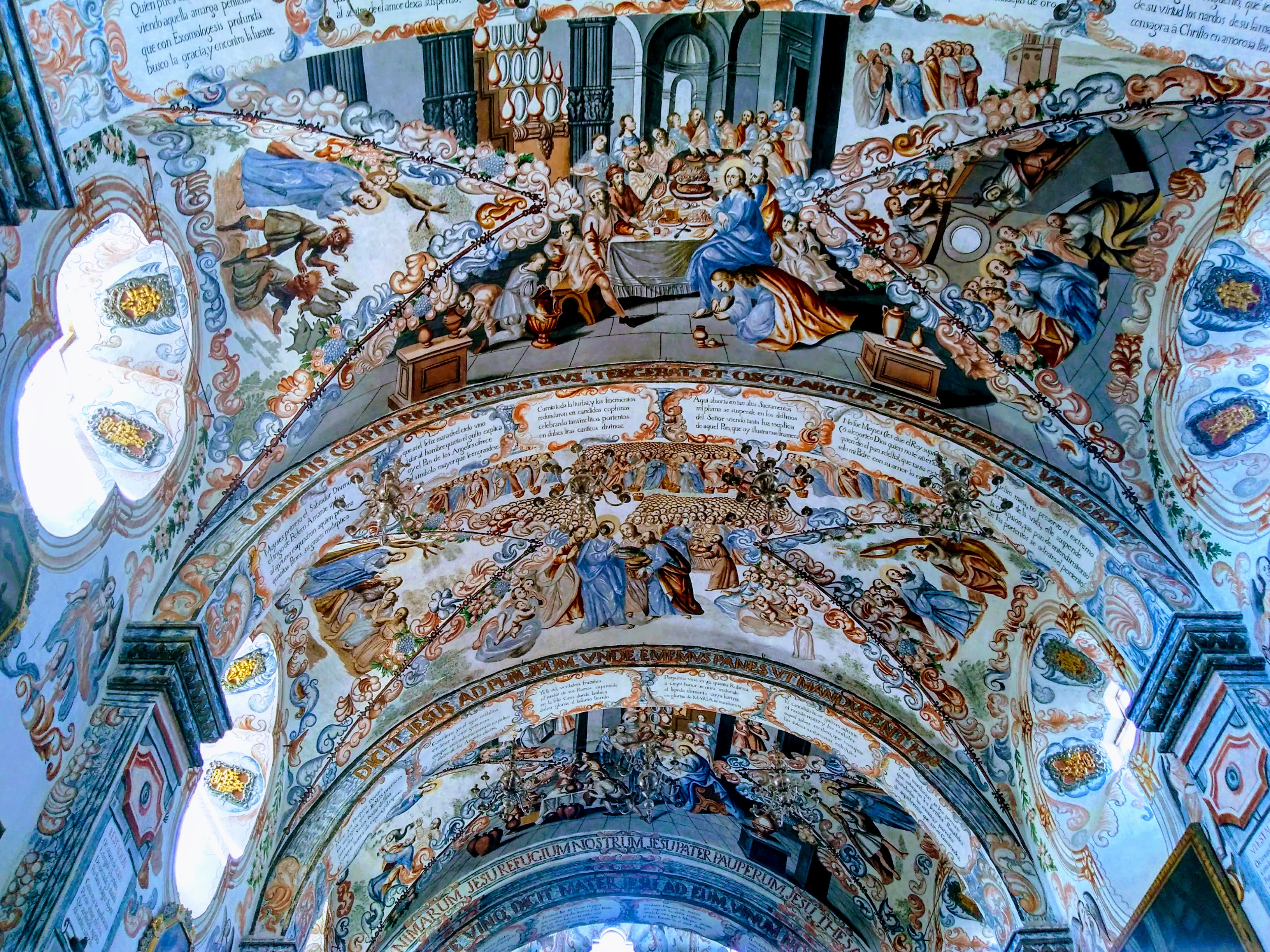
Murales al interior del Santuario de Jesús Nazareno de Atotonilco

## Arquitectura
En la parte exterior del templo se pueden apreciar grandes muros que dan la impresión de que la iglesia fuera una fortaleza. Los muros exteriores son de diez metros de largo; las cúpulas alcanzan los veinte metros y la torre de reloj es de veinte metros de altura. La entrada principal es además sencilla con un arco "mixtilineo" que mira al este, hacia el Jerusalén, dando a todo el complejo una orientación este-oeste. Hacia el sur a lo largo de la fachada principal esta la Casa de Ejercicios y la torre del reloj. Al norte está la Santa Escuela de Cristo. Frente a la fachada principal está un atrio estrecho, que una vez fue utilizado como cementerio. Hoy en día, es la sombra de árboles y se encuentra rodeado de una pequeña valla. La iglesia principal es de una sola nave sin una cúpula, alineada en los flancos norte y sur de las capillas y cámaras. En el lado norte de la nave, hay una nueva sacristía, la Capilla del Rosario, las cámaras del Padre Luis Felipe Neri, la Capilla de Belén, el Bautisterio, y la sala del Reliquiario. En el lado sur, está la Capilla del Santísimo, la Capilla de la Soledad, la Capilla de Loreto con sus capilla traseras, la Capilla de la Gloria Escondida y la Capilla del Santo Sepulcro con la Capilla del Calvario detrás de ella.

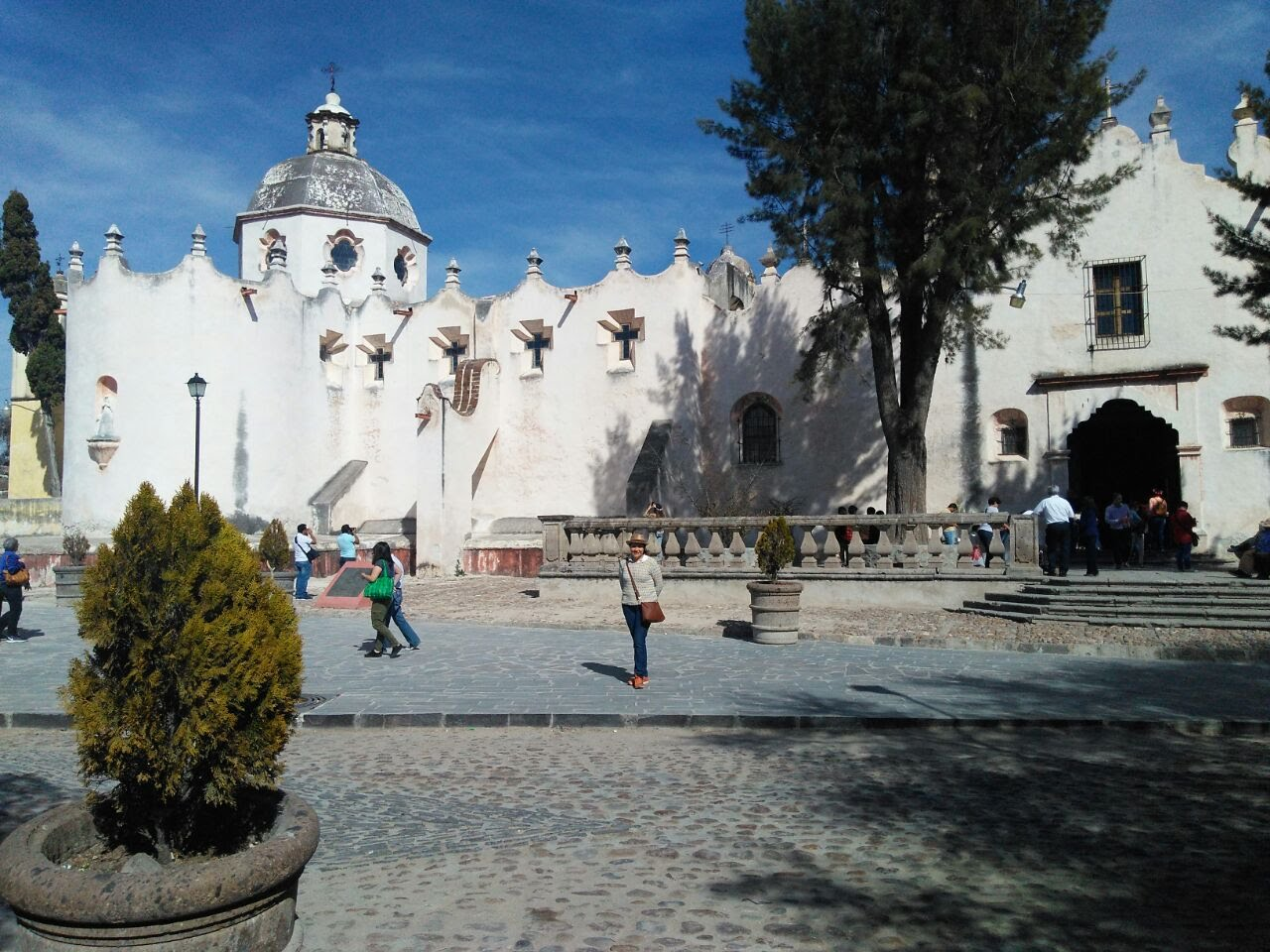
Santuario de Jesús Nazareno de Atotonilco

## Interior
Las paredes y techos del interior están casi totalmente cubiertos de obra mural, escultura, inscripciones y pinturas al óleo en un estilo llamado barroco popular mexicano, aunque la influencia indígena se puede ver. La única excepción a esto son los altares neoclásicos que se instalaron más adelante. La mayor parte de la obra mural fue realizado por Antonio Martínez de Pocasangre con algunos hechos por José María Barajas durante un período de treinta años, con casi ningún espacio libre entre las numerosas imágenes. El estilo de la pintura imita la pintura flamenca que fue conocido a través de las impresiones belgas que los españoles trajeron desde Europa. Esta obra mural ha hecho que el complejo sea llamado la "Capilla Sixtina de América" o la "Capilla Sixtina de México."

## Historia
La construcción se inicia en el siglo XVIII bajo la supervisión del sacerdote Luis Felipe Neri de Alfaro quien quería construir una iglesia a semejanza de la del Santo Sepulcro de Jerusalén,
La iglesia está compuesta de una nave principal con siete capillas anexas, sacristía y seis camarines.
Las capillas están decoradas con cuadros de Juan Rodríguez Juárez.
La importancia del santuario quedó plasmada el 8 de julio de 2008 cuando la Unesco incluyó al santuario dentro de la lista del Patrimonio de la Humanidad.
Según la Unesco: "Su arquitectura y decoración testimonia la influencia de la doctrina de San Ignacio de Loyola".

## Murales
Los murales que decoran la totalidad de la iglesia son una obra maestra del intercambio artístico entre Europa y América. Pintados por el artista queretano de ascendencia española Miguel Antonio Martínez de Pocasangre durante treinta años los murales se disponen sin orden unos seguidos de otros ocupando la totalidad de la iglesia.
Los murales fueron realizados al temple, aunque también hay partes alteradas con retoques al óleo. Las composiciones son un ejemplo de cómo los pintores novohispanos interpretaron los grabados europeos que llegaron a América, adaptándolos a la realidad local. Las imágenes que sirvieron de inspiración a Martínez de Pocasangre en el ciclo de la pasión son los grabados de los hermanos Wierix que ilustran la obra de Jerónimo de Narval, Evangelicae Historiae Imagines. Esto hace notar que los murales tenían un fin didáctico-religioso, no sólo al desplegarlos a gran escala sino también al llenarlos de color.
Lo novedoso de la obra recae en la readaptación de las imágenes a un ámbito público, una nueva puesta en escena de motivos que se deriban de la rocalla francesa del siglo XVIII.

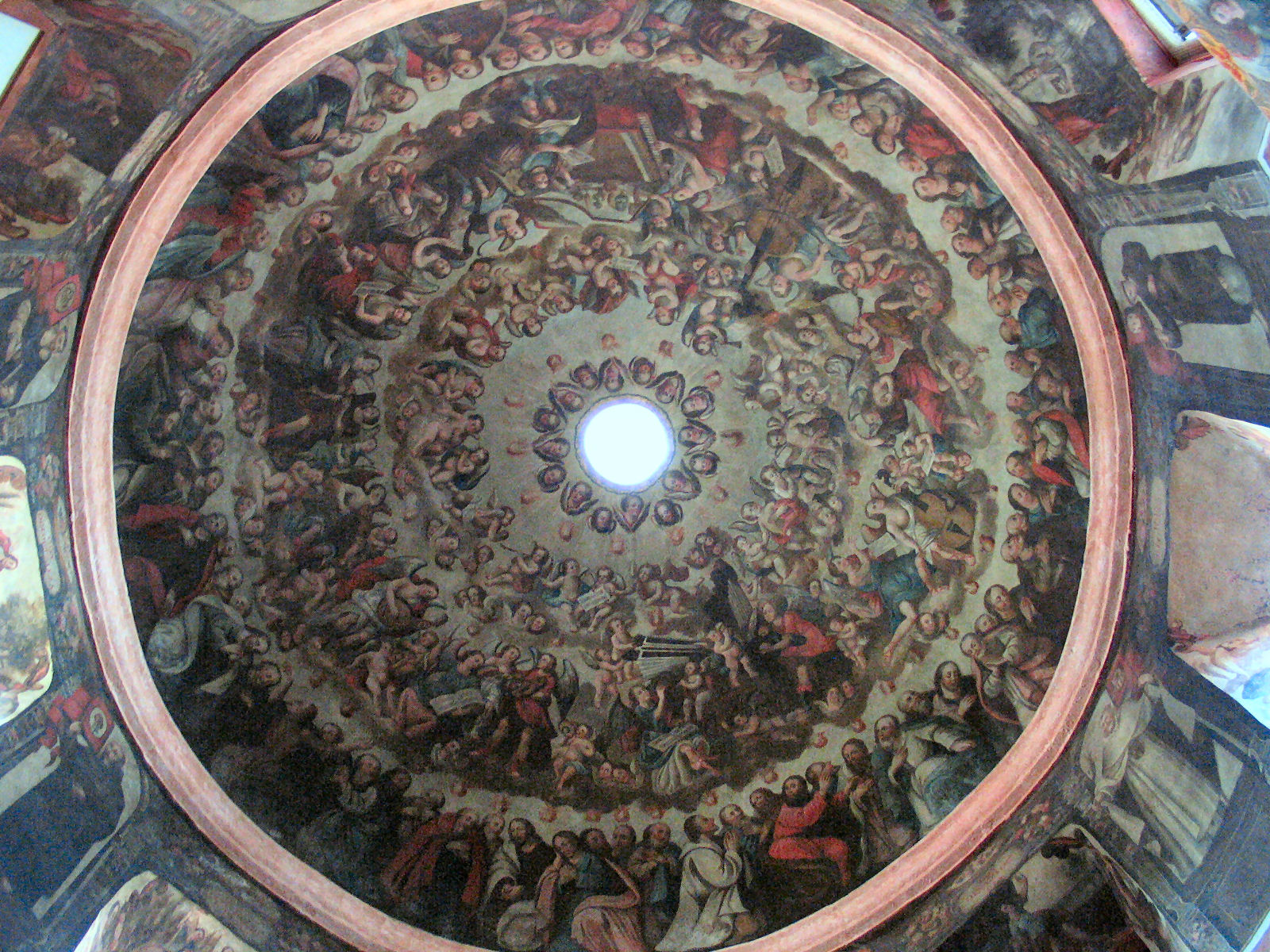
Bóveda.
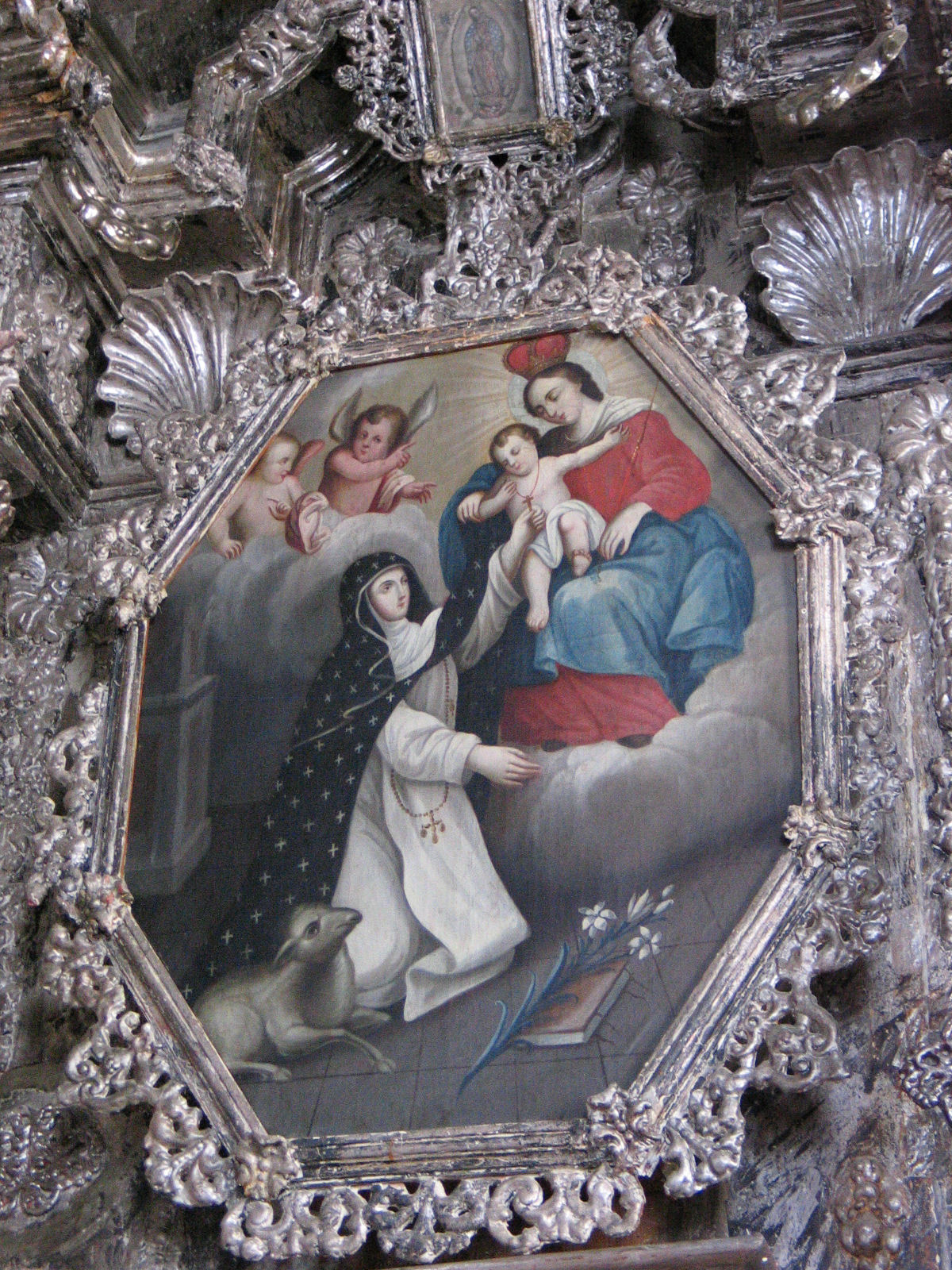
Mural en la pared.
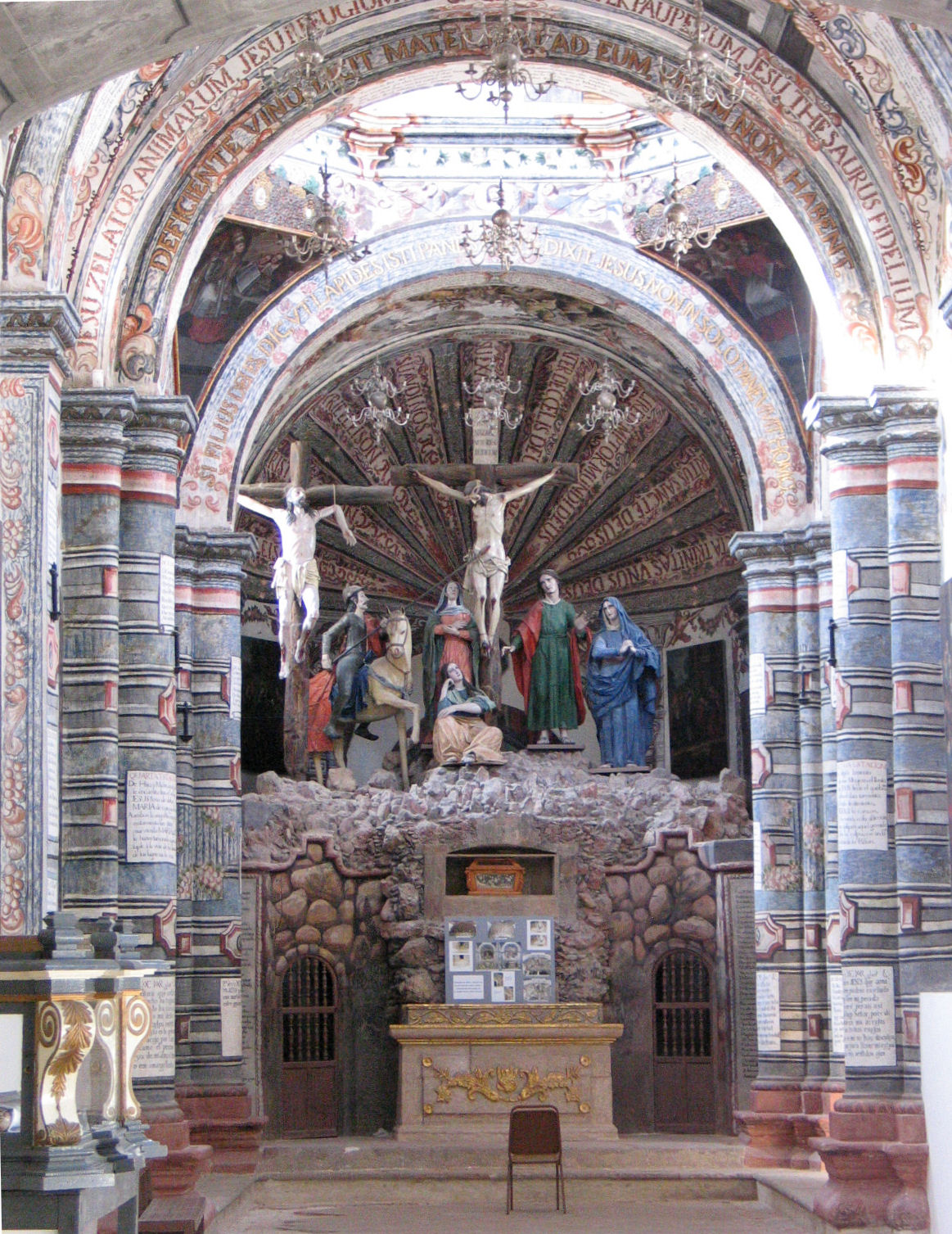
Santo Sepulcro.
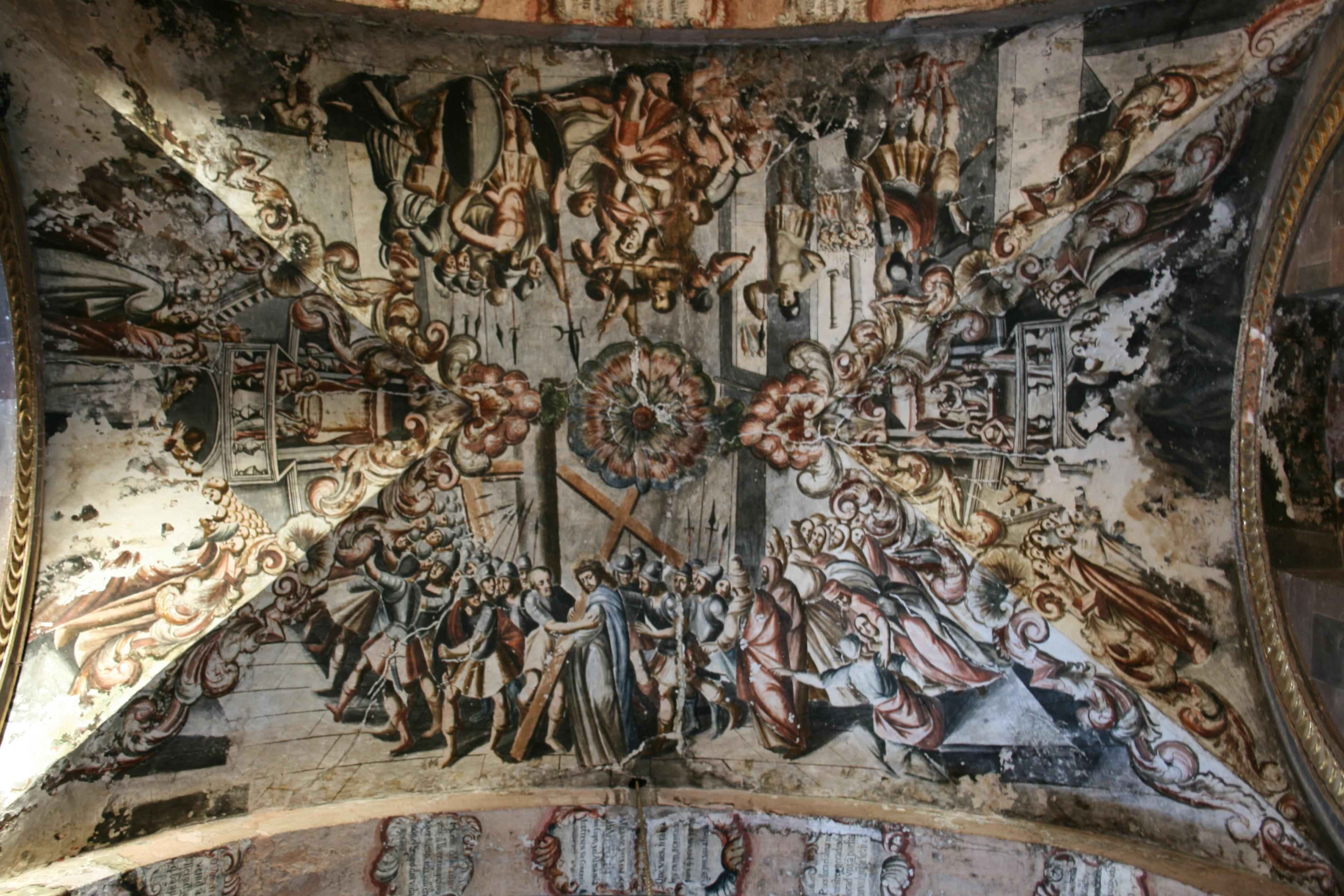
Nave central.
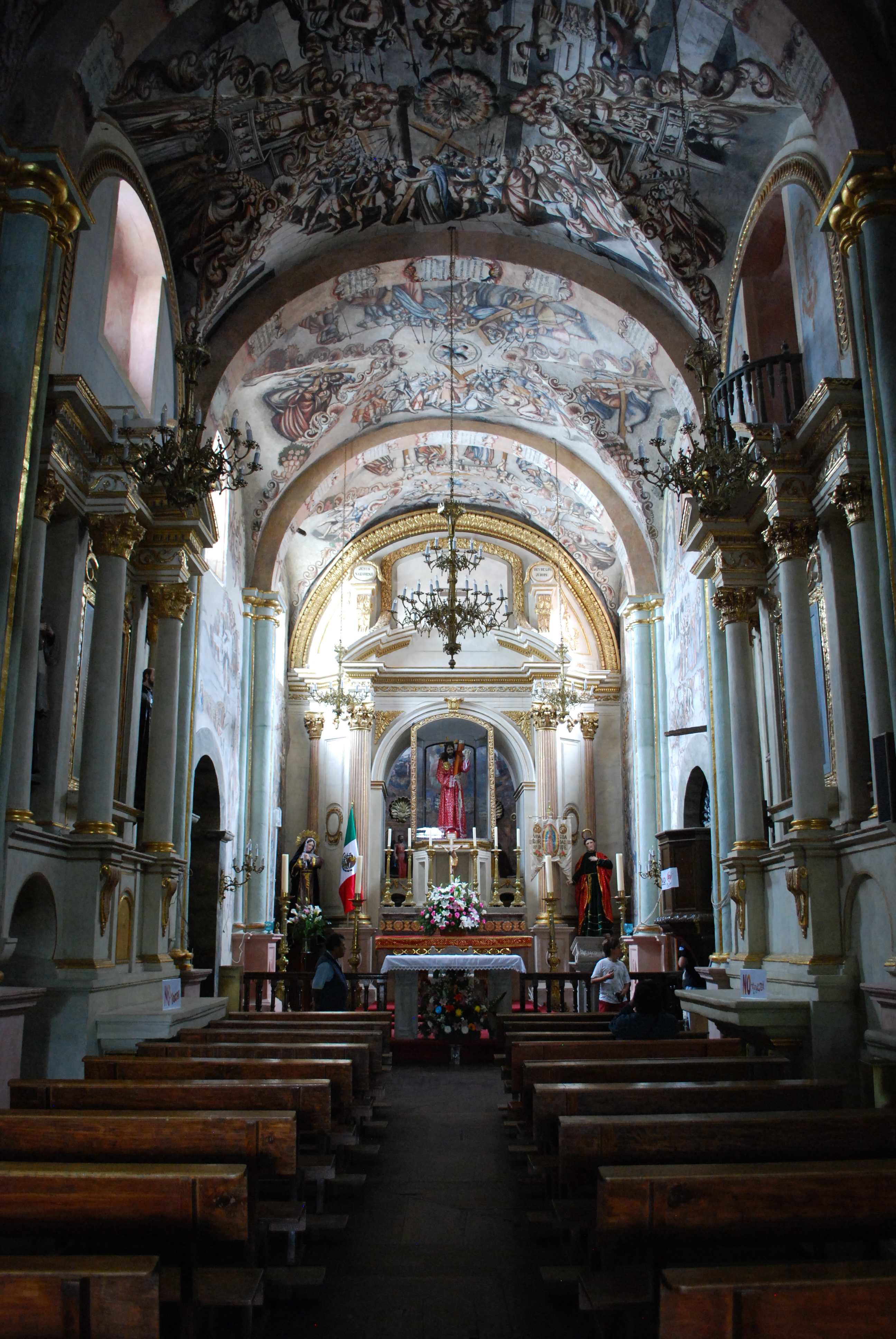
Interior del Santuario.
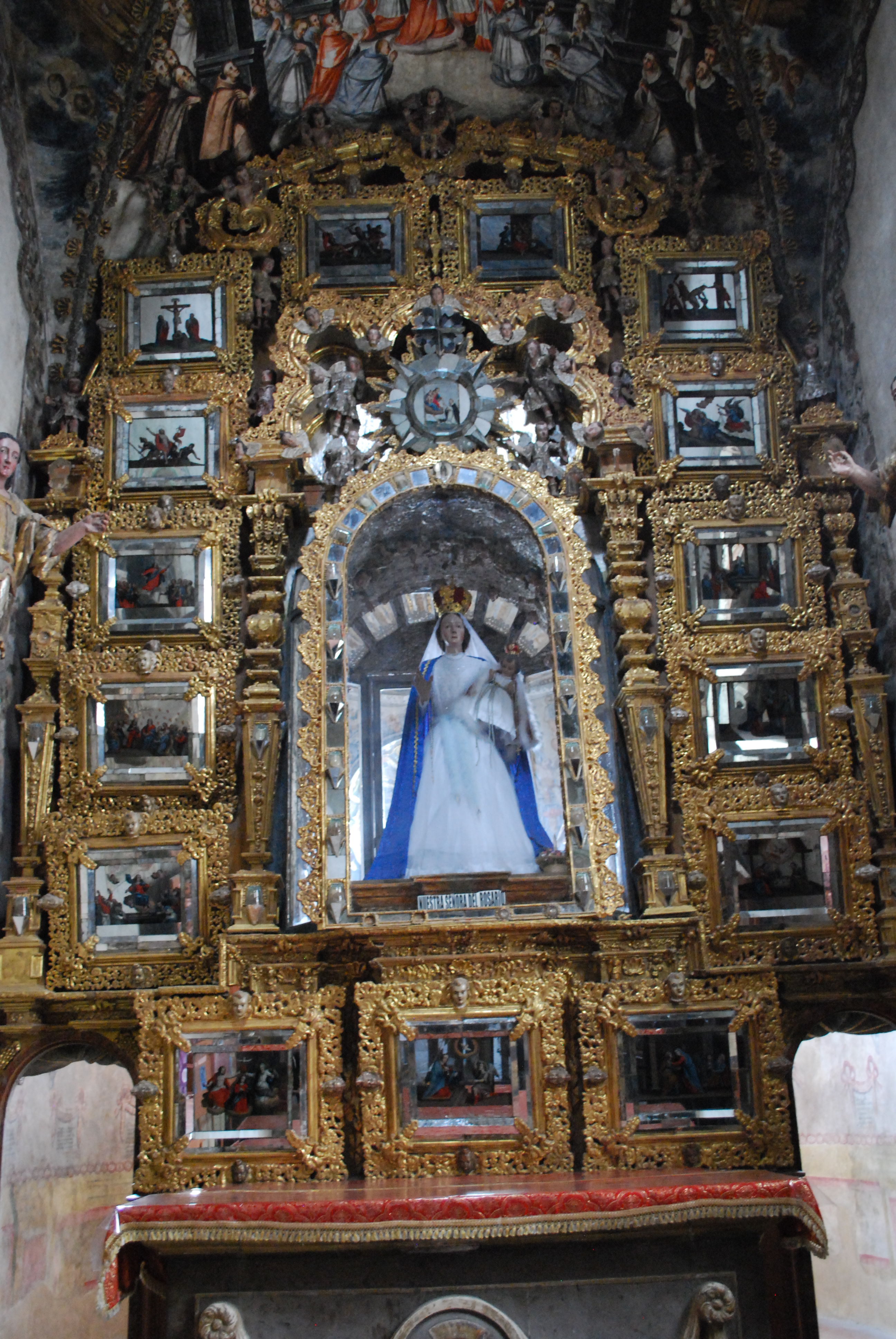
Vista del retablo de la Virgen del Rosario.